# Montemagno Monferrato
Montemagno Monferrato är en ort och kommun i provinsen Asti i regionen Piemonte i Italien. Kommunen hade 1 115 invånare (2018).